# Āb Tāsūleh
Āb Tāsūleh (persiska: آب تاسوله) är en ort i Iran.   Den ligger i provinsen Khuzestan, i den centrala delen av landet, 400 km sydväst om huvudstaden Teheran. Āb Tāsūleh ligger 189 meter över havet och antalet invånare är 158.
Terrängen runt Āb Tāsūleh är kuperad åt nordost, men åt sydväst är den platt. Runt Āb Tāsūleh är det ganska tätbefolkat, med 80 invånare per kvadratkilometer. Närmaste större samhälle är Gotvand, 10,7 km sydost om Āb Tāsūleh. Omgivningarna runt Āb Tāsūleh är i huvudsak ett öppet busklandskap.